# 감호정
감호정

## 기본 정보
창녕군 유어면 미구리(尾九里)에 있으며, 장령(掌令) 휘 우심(友心)과 주부(主簿) 휘 우진(友軫)을 위하여 세운 정자인데, 후손 병기(炳基), 병후 등이 1963년에 건립한 것이며, 창녕인 후당(厚堂) 성순영(成純永)의 기문이 있다.
장령공, 주부공을 추모하여 건립한 감호재(현판: 克菴 李基允 書)
1963년에 건립한 감호재 전경 (창녕군 유어면 미구리 소재)